# 청주 상발리사지 석조여래좌상군
청주 상발리사지 석조여래좌상군은 충청북도 청주시 서원구에 있다. 2015년 4월 17일 청주시의 향토유적 제54호로 지정되었다. 신라말 고려초 만들어진 불상으로 청주지역의 불교문화 연구에 귀중한 자료로 꼽힌다.